# دونالد مک لین
دونالد دوارت مک‌لین (انگلیسی: Donald Maclean; ۲۵ مهٔ ۱۹۱۳ – ۶ مارس ۱۹۸۳) دیپلمات اهل بریتانیا بود. وی همچنین برندهٔ جوایزی همچون نشان پرچم سرخ شده‌است.

## همکاری باکیم فیلبی
یکی از بزرگ‌ترین ضربه‌ها در سال ۱۹۶۳ که بر MI6 وارد شد، هنگامی بود که مشخص شد «کیم فیلبی»، یکی از ارزشمندترین مأمورین این سازمان، چند دهه به همراه «دونالد مک لین» اطلاعات MI6 را در اختیار سرویس امنیتی شوروی سابق KGB قرار می‌داده‌اند. این عمل فیلبی و همکارانش، موجب شد که MI6 به تغییر رویه و تصفیه نیرو روی بیاورد. عمق خیانت فیلبی به حدی بود که روزنامه دیلی تلگراف انگلیس دربارهٔ آن نوشت «نمی‌توان تعداد دقیق تلفات ناشی از خیانت فیلبی را محاسبه کرد، اما بسیاری از عملیات‌های ام‌آی ۶ و افسران آن در پی این خیانت قربانی شدند.»